# Günthersdorf
Günthersdorf is een plaats en voormalige gemeente in de Duitse deelstaat Saksen-Anhalt, en maakt deel uit van de Landkreis Saalekreis.
Günthersdorf telt 1.182 inwoners.